# Pavel Vassilievitch Golenichtchev-Koutouzov
Pour les articles homonymes, voir Golenichtchev et Koutouzov.
Comte Pavel Vassilievitch Golenichtchev-Koutouzov (en russe : Павел Васильевич Голенищев-Кутузов), né en 1772, décédé en 1843 à Saint-Pétersbourg.

## Biographie
Général et homme politique russe, il fut général de cavalerie (1826), général adjoint (1810), gouverneur général de guerre de Saint-Pétersbourg du 27 décembre 1825 au 19 février 1830.
En 1794, Pavel Vassilievitch Golenichtchev-Koutouzov fut admis au Corps des pages (école militaire destinée aux enfants aristocrates ayant pour but la préparation à une carrière militaire). Plus tard il entra dans un régiment de cavalerie de la Garde. Il fut l'un des acteurs du complot ourdi contre Paul Ier de Russie dans la nuit du 11 mars au 12 mars 1801. Il prit part à la guerre russo-turque de 1806-1812 et aux guerres napoléoniennes (1812-1814). Du 27 décembre 1825 au 19 février 1830, il occupa les fonctions de gouverneur général de guerre de Saint-Pétersbourg. En 1832, Nicolas Ier de Russie l'éleva au rang de comte d'Empire.